# Sincope (metrica)
Nella metrica classica la sincope è un fenomeno metrico, con cui si indica, in particolar modo nei metri della lirica corale, la scomparsa, all'interno di un metro, dell'arsi di uno o più piedi; la mora o le more mancanti si pensa venissero ritmicamente recuperate allungando il successivo tempo forte. 
Ad esempio, considerando un monometro giambico: ∪ — ∪ — è possibile che all'interno di una strofe, esso si trovi in responsione con un piede così strutturato: — ∪ — all'apparenza un cretico. In realtà non si tratta di un vero cretico, ma di un monometro giambico di cui manca, per sincope, la prima sillaba ( . — ∪ —).  Tale anomalia probabilmente veniva ritmicamente compensata, nell'esecuzione musicale, allungando la sillaba successiva a quella caduta, che verrebbe così a contare tre more, salvaguardando la durata complessiva del verso. Tale fenomeno di allungamento della sillaba è definito «protrazione».
Nella metrica italiana la sincope è la caduta di una vocale interna (solitamente postonica) di una parola in un verso. In tal modo si risparmia una sillaba.
Ad esempio, nel ritornello de Il Canto degli Italiani «Stringiamci» è una forma sincopata per "Stringiamoci", così da ottenere una parola piana di tre sillabe e rientrare nel verso senario.